# Shaima
Shaima (en arabe : شيماء) est un prénom arabe signifiant « d'une grande beauté ».
Shaïma, Shayma, Sheïma, Shaimae, Şhœymæ, Chaima, Chaïma, Chaimaa, Chayma, Chaïmae en sont des variantes.

## Prénom

### Shaima
- Pour l'ensemble des articles sur les personnes portant ce prénom, consulter :
  - la liste des articles dont le titre commence par ce prénom
  - les listes produites par Wikidata : Liste des personnes de prénom « Shayma » — même liste en incluant les éventuels prénoms composés qui contiennent « Shayma ».

### Chaima
- Pour l'ensemble des articles sur les personnes portant ce prénom, consulter :
  - la liste des articles dont le titre commence par ce prénom
  - les listes produites par Wikidata : Liste des personnes de prénom « Shayma » — même liste en incluant les éventuels prénoms composés qui contiennent « Shayma ».

### Chaimaa
- Pour l'ensemble des articles sur les personnes portant ce prénom, consulter :
  - la liste des articles dont le titre commence par ce prénom
  - les listes produites par Wikidata : Liste des personnes de prénom « Shayma » — même liste en incluant les éventuels prénoms composés qui contiennent « Shayma ».

### Chaimae
- Pour l'ensemble des articles sur les personnes portant ce prénom, consulter :
  - la liste des articles dont le titre commence par ce prénom
  - les listes produites par Wikidata : Liste des personnes de prénom « Shayma » — même liste en incluant les éventuels prénoms composés qui contiennent « Shayma ».